# (55636) 2002 TX300
(55636) 2002 TX300 (също изписван (55636) 2002 TX300) е голям транснептунов обект (ТНО) открит на 15 октомври 2002 г. по програмата NEAT.
Това е класически обект от пояса на Кайпер с абсолютна звездна величина между 50000 Кваоар и 20000 Варуна, (55636) 2002 TX300 има най-голям ексцентрицитет и инклинация от трите.